# Gold Statue
Gold Statue es una película de drama, aventuras y comedia nigeriana de 2019 producida, escrita y dirigida por Tade Ogidan. Está protagonizada por Gabriel Afolayan y Kunle Remi. Se estrenó el 17 de mayo de 2019 y recibió críticas positivas. Fue nominada para el Premio de la Academia Africana de Cine a la Mejor Película Nigeriana. También recibió algunos premios en festivales de cine. En mayo de 2021, se anunció que estaría disponible a través de la plataforma Netflix a partir de junio.

## Sinopsis
Dos hombres jóvenes, Wale (Gabriel Afolayan) y Chike (Kunle Remi) están en busca de un tesoro. En su búsqueda son testigos y atraviesan una serie de inimaginables experiencias inesperadas cuando intentan ubicar el lugar donde se encuentra la supuesta estatua de oro.

## Elenco
- Gabriel Afolayan como Wale
- Kunle Remi como Chike
- Richard Mofe Damijo
- Sola Sobowale como Grace
- Kelvin Ikeduba
- Kunle Fawole
- Norbert Young
- Alibaba Akpobome
- Segun Arinze
- Rycardo Agbor

## Producción
El veterano cineasta y CEO de OGD Pictures Tade Ogidan, regresó a la industria cinematográfica después de un lapso de ocho años a través de este proyecto. El propio director reveló que la película resurgió después de 28 años, remarcando en que el guion fue escrito por él en 1991. Sin embargo, no pudo financiar el proyecto en ese momento debido a dificultades financieras. La película también marcó la primera aparición en pantalla de los actores veteranos Richard Mofe-Damijo y Sola Sobowale juntos como parejas después de 21 años.

## Premios y nominaciones
| Año  | Premios                   | Categoría                                        | Resultado | Ref.   |
| ---- | ------------------------- | ------------------------------------------------ | --------- | ------ |
| 2019 | Premios Best of Nollywood | Mejor actor principal - Inglés                   | Ganador   | [ 11 ] |
| 2019 | Premios Best of Nollywood | Mejor actor de reparto: inglés                   | Nominado  | [ 11 ] |
| 2019 | Premios Best of Nollywood | Película con el mejor sonido                     | Ganador   | [ 11 ] |
| 2019 | Premios Best of Nollywood | Película con el mejor guion                      | Nominado  | [ 11 ] |
| 2019 | Premios Best of Nollywood | Película con la mejor edición                    | Nominado  | [ 11 ] |
| 2019 | Premios Best of Nollywood | Película con la mejor cinematografía             | Nominado  | [ 11 ] |
| 2019 | Premios Best of Nollywood | Mejor uso de vestuario nigeriano en una película | Nominado  | [ 11 ] |
| 2019 | Premios Best of Nollywood | Mejor uso del maquillaje en una película         | Ganador   | [ 11 ] |
| 2019 | Premios Best of Nollywood | Película del año                                 | Ganador   | [ 11 ] |
| 2019 | Premios Best of Nollywood | Director del año                                 | Ganador   | [ 11 ] |
| 2019 | Premios Best of Nollywood | Película con el mejor diseño de producción       | Ganador   | [ 11 ] |